# Bezirk Ouest lausannois
Der Bezirk Ouest lausannois (französisch District de l’Ouest lausannois) ist seit dem 1. September 2006 eine Verwaltungseinheit im Kanton Waadt in der Schweiz. Hauptort ist Renens.
Die Agglomeration Lausanne West wurde 2011 mit dem Wakkerpreis ausgezeichnet.
Zum Bezirk gehören folgende acht Gemeinden:
| Wappen                | Name der Gemeinde     | Einwohner (31. Dezember 2023) | Fläche in km² | Einw. pro km² |
| --------------------- | --------------------- | ----------------------------- | ------------- | ------------- |
| Bussigny              | Bussigny              | 10'624                        | 4,81          | 2209          |
| Chavannes-près-Renens | Chavannes-près-Renens | 9'311                         | 1,65          | 5643          |
| Crissier              | Crissier              | 9'334                         | 5,50          | 1697          |
| Ecublens              | Ecublens (VD)         | 13'320                        | 5,72          | 2329          |
| Prilly                | Prilly                | 12'417                        | 2,20          | 5644          |
| Renens                | Renens (VD)           | 21'408                        | 2,95          | 7257          |
| Saint-Sulpice         | Saint-Sulpice (VD)    | 5'144                         | 1,86          | 2766          |
| Villars-Sainte-Croix  | Villars-Sainte-Croix  | 977                           | 1,65          | 592           |
| Total (8)             | Total (8)             | 82'535                        | 26,34         | 3133          |

## Veränderungen im Gemeindebestand

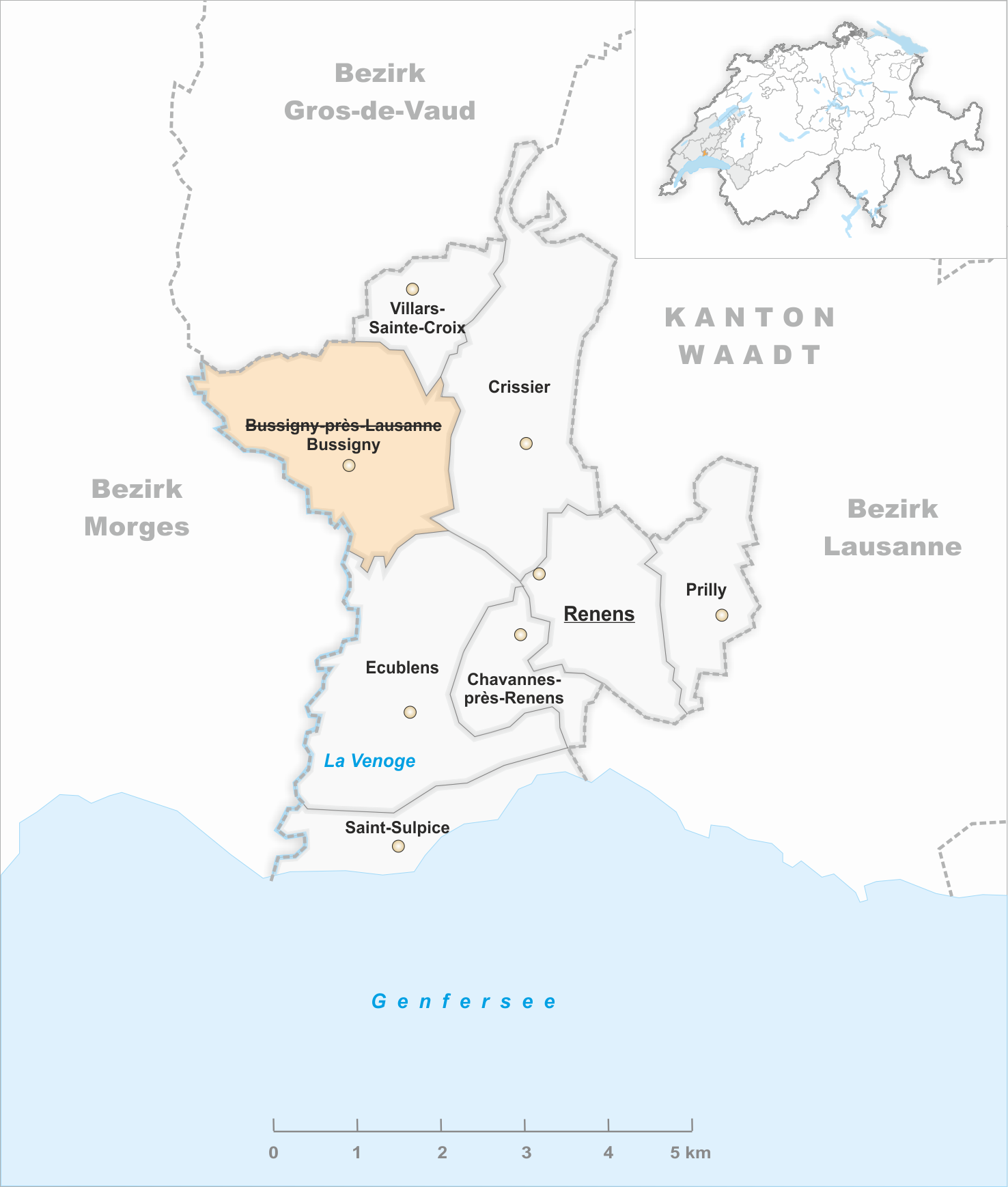
Gemeinden ab Mai 2014

- 1. Mai 2014: Namensänderung Bussigny-près-Lausanne → Bussigny